# 增嶋龍也
増嶋龍也（1985年4月22日—），已退役日本足球運動員，司職後衛。

## 俱樂部生涯
在柏雷素尔与清水心跳的比赛中，清水在上半场利用任意球首开纪录，下半场81分钟和87分钟，柏雷素尔中后卫增岛龙也同样利用任意球机会攻破对手大门，为柏太阳神取得新赛季的首场胜利。
千叶市原官方确认，日本后防老将增嶋龙也结束了球员生涯。

## 國家隊生涯
增嶋龙也曾入选过日本青年国家队，在2005年世青赛上代表日本队参赛。

## 個人生活
1月12日，代表日本参加了伦敦奥运会羽毛球选手、已经于去年9月退役的潮田玲子和后卫增岛龙也在东京都内举行了结婚宴席。2人去前年秋天开始交往，去年9月30日、潮田30岁前最后一个生日，向外界发出了结婚请帖。

## 外部連結
- 增嶋龍也的Facebook專頁
- 増嶋 竜也的X（前Twitter）
- 增嶋龍也的Instagram帳戶

特集
- Interview No.959 (1/2)，存于 WEBサッカーマガジン (2004年1月28日)
- 同上 (2/2)，存于
- 突撃! フリー聞っく!! (1/2)，存于 - 甲府市
- 同上 (2/2)，存于

プロフィール・成績
- プロフィール - footcamp
- PLAYER'S DATABASE，存于 - WEBサッカーマガジン (2007年2月13日)
- プロフィール (2006年)，存于 - FC東京
- プロフィール (2007年)，存于 - ヴァンフォーレ甲府
- プロフィール (2010年)，存于 - 京都サンガF.C.
- 柏レイソル公式プロフィール
- 增嶋龍也 – FIFA國際賽競賽紀錄 (存檔)（英文）
- 日本職業足球聯賽中的增嶋龍也 （日語）
- Soccerway資料庫：增嶋龍也 （英文）
- 增嶋龍也在ESPN FC中的档案（英文）